# 双花狗牙根
双花狗牙根（学名：Cynodon dactylon var. biflorus）为禾本科狗牙根属下狗牙根的一个变种。但也可能仅仅是狗牙根的一个异名。